# DELTA (音楽ユニット)
DELTA（デルタ）は、日本の音楽ユニット。

## メンバー
- 大井圭子（ボーカル）
  - 川添智久のアルバム『WATER COLORS』にコーラスとしてレコーディング参加。

- 松川直樹（ギター）
- TAKETOMI YOSHIKI（ベース）

## 来歴・概要
1993年8月、日本フォノグラムからシングル「SHINING WIND」でデビュー。
1994年8月、1stアルバム『Primary Colors』をリリース。
1996年2月、1年7ヶ月ぶりに4thシングル「強い自分になろう〜KISSよりせつなく〜」をリリース後、活動停止。

## タイアップ一覧
| 使用年 | 曲名                                  | タイアップ                                                                       |
| ------ | ------------------------------------- | -------------------------------------------------------------------------------- |
| 1993年 | SHINING WIND                          | 日本テレビ系列放映『'93第4回世界陸上選手権・シュツットガルト大会』イメージソング |
| 1993年 | SHINING WIND                          | テレビ東京系『CAR'S Spirits』オープニングテーマ                                  |
| 1994年 | 激しさは罪じゃない 愛しさは嘘じゃない | テレビ東京系『ダチョウ倶楽部の舌調ナイト』オープニングテーマ                     |
| 1994年 | MAYBE                                 | 小田急フリーバス CMソング                                                        |
| 1994年 | CHANCE                                | テレビ朝日系『さんまのナンでもダービー』エンディングテーマ                       |
| 1996年 | 強い自分になろう〜KISSよりせつなく〜  | 日本テレビ系『モグモグGOMBO』エンディングテーマ                                  |